# Zurich (Kansas)
Zurich – miejscowość w Stanach Zjednoczonych, w stanie Kansas, w hrabstwie Rooks.